# Koszmosz–459
A Koszmosz–459 (oroszul: Космос–459) szovjet DSZ–P1–M típusú célműhold.

## Jellemzői
Az ISZ típusú elfogó vadászműholdak teszteléséhez a dnyipropetrovszki OKB–586 (Juzsnoje) tervezőirodában kifejlesztett célműhold. Ez volt a DSZ–P1–M célműhold utolsó indítása, feladatkörét a Lira műholdak vették át.
1971. november 29-én a Pleszeck űrrepülőtérről a 132/1-es indítóállásából egy Koszmosz–3M (11K65M) típusú hordozórakétával juttatták alacsony Föld körüli pályára. A műhold keringési ideje 89,4 perc, a pályasík inklinációja 65,8° volt. Az elliptikus pálya perigeuma 199 km, apogeuma 286 km volt.
1971. december 3-án a Koszmosz–462 jelzéssel indított ISZ–A vadászműhold megsemmisítette.